# بخش راردن (شهرستان سیوتو، اوهایو)
بخش راردن (به انگلیسی: Rarden Township) یک منطقهٔ مسکونی در ایالات متحده آمریکا است که در شهرستان سیوتو، اوهایو واقع شده‌است.
 بخش راردن ۸۲٫۲ کیلومتر مربع مساحت و ۱٬۲۴۹ نفر جمعیت دارد و ۳۲۴ متر بالاتر از سطح دریا واقع شده‌است.